# Lapaeumides
Lapaeumides é um gênero de traça pertencente à família Brachodidae.